# Guillaume Ribot
Pour les articles homonymes, voir Ribot.
Guillaume Ribot, né le 10 janvier 1971 à Nîmes, est un réalisateur, photographe et auteur français. 

## Biographie et carrière
Après des études en photographie et en histoire de l’art, Guillaume Ribot se consacre à la photographie de presse. Depuis la fin des années 1990, il axe son travail sur la représentation de la mémoire à travers la réalisation de documentaires, d'expositions photo et la publication de livres. Son travail a été publié dans la presse nationale et internationale (Time, Paris-Match, Marianne, Le Monde, New-York Times…) et exposé dans différents musées (Mémorial de la Shoah - Paris, Mémorial de Caen, Museum of Jewish Heritage - New York, Musée de la résistance et de la déportation de l'Isère…).

### Réalisateur
En 2009, Guillaume Ribot décide de réaliser son premier documentaire en se penchant sur son histoire familiale. Sa grand-mère lui avait confié avoir caché des enfants Juifs pendant la Seconde Guerre mondiale. Il débute alors son travail de recherches sur ses bribes de souvenirs. En fouillant dans les tiroirs chez son grand-oncle dans le Lot-et-Garonne, il découvre le cahier d'une jeune écolière de 11 ans : Susi Feldsberg. Le réalisateur décide de partir sur les traces de la famille Feldsberg. Pendant plus de 4 ans, il va enquêter en France, en Belgique, en Autriche, en République tchèque et en Pologne. Il découvrira qu’ils ont tous été déportés et assassinés à Auschwitz en septembre 1942 depuis le camp d'internement de Drancy. Son film, « Le cahier de Susi », est diffusé en DVD par l’Éducation nationale et reçoit la bourse « Brouillon d'un rêve » de la SCAM. 
Guillaume Ribot adapte en 2015  le témoignage « Je suis le dernier Juif » de Chil Rajchman, un survivant du centre de mise à mort de Treblinka en Pologne. Son film « Treblinka, je suis le dernier Juif » est construit sur des images contemporaines des différents centres de mise à mort (Treblinka, Auschwitz, Belzec, Sobibor, Majdanek, Chelmno) et sur le témoignage de Rajchman porté par la voix de Stéphane Olivié-Bisson. Chill Rajchman raconte son quotidien de sonderkommando à Treblinka et son évasion lors de la révolte en août 1943. Le film est diffusé en 2016 sur Télé Grenoble, avec le soutien du CNC et de la Fondation pour la Mémoire de la Shoah. 
En 2019, Guillaume Ribot réalise « Vie et Destin du Livre noir ». Au début de la guerre, des écrivains russes documentent la destruction des Juifs dans les territoires soviétiques conquis par les nazis et écrivent « Le Livre noir ». Ce film est une enquête documentaire qui retrace l’histoire de ce livre maudit et de ses auteurs. Archives filmées et textes révèlent comment Staline enterra la mémoire de la Shoah en URSS. Avec les voix de Mathieu Amalric, de Aurélia Petit, Denis Podalydès de la Comédie-Française et Hippolyte Girardot. Le film est soutenu par France Télévisions, le CNC et la Fondation pour la Mémoire de la Shoah.
Son documentaire Moissons sanglantes (2023) retrace le voyage du journaliste Gareth Jones en Ukraine et décrit la grande famine (Holodomor) de 1932 et 1933, en s’appuyant sur les articles de celui-ci.

### Photographe
De 2004 à 2008, il accompagne, en tant que photographe, l'association Yahad-In-Unum en Ukraine et en Biélorussie. Cette campagne internationale de recherches l'a amené à photographier plus de 800 témoins des fusillades massives des Juifs menées par les Einsatzgruppen, les « commandos mobiles de tuerie » durant la Seconde guerre mondiale. Ces photographies sont exposées au Mémorial de la Shoah à Paris et publiées dans le livre « Les fusillades massives des Juifs en Ukraine, 1941-1944. La Shoah par balles. ».
En 2005, à l’occasion du 60e anniversaire de la Libération des camps, Guillaume Ribot propose à la Ville de Grenoble l’édition d’un livre de photographies sur le centre de mise à mort d’Auschwitz-Birkenau. Le titre de l’ouvrage, « Chaque printemps les arbres fleurissent à Auschwitz », reprend une citation du philosophe français Vladimir Jankélévitch. Guillaume Ribot collabore avec l'historien français spécialiste de la Shoah, Tal Bruttman, pour l'écriture de ce livre.
Guillaume Ribot publie en 2008 « Camps en France : histoire d'une déportation ». Le livre est composé de photographies, de fac-similés de documents administratifs et de textes historiques rédigés par Tal Bruttmann. C’est après avoir consulté la fiche administrative de Gerhard Kuhn, un Juif allemand détenu en 1942 au centre d’internement de Fort Barraux en Isère, que le photographe décide d’enquêter sur le parcours de déportation de Gerhard Kuhn à travers toute l’Europe de 1940 à 1945.
De 2010 à 2018, Guillaume Ribot entreprend, avec l'AFMD 38, la conception et la rédaction de 7 livrets de la collection « Après l’ère des témoins » : Auschwitz, Buchenwald, Dachau, Mauthausen, Ravensbrück, Sachsenhausen, Struthof. Ce travail est soutenu par la Fondation de la Mémoire de la Déportation.
En 2012, à la suite de sa rencontre avec l'écrivain Vincent Karle, Guillaume Ribot publie «OQTF : obligation de quitter le territoire français ».  Pendant 3 années, les auteurs enquêtent, suivent et montrent la vie quotidienne d'une famille de sans-papiers. La même année, une exposition au Musée de la Résistance et de la déportation de l'Isère est consacrée à ce travail.
Guillaume Ribot publie en 2017 l’ouvrage « D’une aube à l’autre » édité par la ville de Grenoble. Au cours de ce reportage, il photographie le quotidien des agents des différents services du Centre Communal d’Action Sociale de Grenoble (EHPAD, crèches, soins à domicile, centres d’hébergement...).

## Œuvres

### Filmographie
- 2014 : Le cahier de Susi, 52 min diffusé en DVD par l’Éducation nationale[17]
- 2016 : Treblinka, je suis le dernier Juif, 52 min, Injam Productions, Paris
- 2020 : Vie et Destin du Livre noir – La Destruction des Juifs d’URSS, 92 min, Les Films du poisson[18], France Télévisions
- 2022 : Moissons sanglantes - 1933, la famine en Ukraine

### Expositions (sélection)
- 2001 : « Mémoires d’Alzheimer », Maison de santé Reyniès, Grenoble.
- 2003 : « Si nous cessions d’y penser », Musée de la Résistance et de la Déportation de l’Isère
- 2004 : « Et si c’était vous..? », exposition itinérante sur la violence routière dans plus de 100 lieux (collèges, lycées, universités, entreprises, administrations, etc.). Soutien du CD38, la LCVR
- 2006 : « ZPPAUP : Grenoble autrement », exposition dans le cadre des journées du patrimoine de 40 sténopés
- 2007 : « Les fusillades massives des Juifs en Ukraine, 1941-1944. La Shoah par balles. », Mémorial de la Shoah, Musée royal de l'armée et de l'histoire militaire - Bruxelles, Museum of Jewish Heritage - New York…
- 2009 : « La destruction des Juifs d'Europe et la Shoah par balles » photographies intégrées à l'exposition permanente du Mémorial de Caen

- 2012 : « OQTF : obligation de quitter le territoire français », Musée de la résistance et de la déportation de l’Isère

## Récompenses et distinctions
- Prix du Conseil représentatif des institutions juives de France Grenoble-Isère, en 2012[20]
- Bourse « Brouillon d’un rêve » de la SCAM pour l’écriture du documentaire « Le cahier de Susi »
- Sélection au FIPADOC 2020 dans la catégorie « compétition nationale » pour le film « Vie et Destin du Livre noir »[21]
- Sélection au Toronto Jewish Film Festival 2020 pour le film « Vie et Destin du Livre noir »
- Sélection au festival Passion Cinéma d'Ajaccio 2020 pour le film « Vie et Destin du Livre noir »
- Sélection au festival Festival international du film d'histoire de Montréal 2020 pour le film « Vie et Destin du Livre noir »